# (73160) 2002 GZ143
(73160) 2002 GZ143 – planetoida z pasa głównego asteroid okrążająca Słońce w ciągu 3,34 lat w średniej odległości 2,23 j.a. Odkryta 13 kwietnia 2002 roku.